# Antoni Grodzicki
Antoni Aleksander Maria Grodzicki (ur. 21 czerwca 1936 roku w Morzycach) – polski chemik, profesor chemii nieorganicznej i chemii koordynacyjnej.

## Życiorys
W 1953 roku ukończył I Liceum Ogólnokształcące w Bydgoszczy. Następnie podjął studia na Uniwersytecie Mikołaja Kopernika w Toruniu, które ukończył w roku 1959. Osiem lat później doktoryzował się rozprawą zatytułowaną Polarograficzne oznaczanie kompleksów mieszanych w roztworach wodnych. Pracę habilitacyjną pt. Zmiany składu strefy koordynacyjnej jonów metalu wywołane termiczną dehydratacją soli Co (III) i Ni (II) z sześciometylenoczteroaminą obronił w 1980 roku. W 1996 roku uzyskał tytuł profesora.
Od 1998 roku jest członkiem TNT, a od 2003 PTCh. Odbywał staż naukowy na Uniwersytecie w Montpellier (1970-1971). W latach 1981–1984 pełnił funkcję prodziekana Wydziału Matematyki Fizyki i Chemii, a w latach 1995-2001 był kierownikiem Zakładu Chemii Nieorganicznej Wydziału Chemii UMK. Był członkiem Senatu uczelni w latach 1996-2005. W 2001 roku przeszedł na emeryturę. Jego specjalnością są chemia związków koordynacyjnych, spektroskopia molekularna, trwałość i struktura związków kompleksowych.

## Odznaczenia
- Nagroda Ministerstwa Nauki, Szkolnictwa Wyższego i Techniki (1978)

## Wybrane publikacje
- Structural Studies of Ti(IV) Hexanuclear Oxo Trimethylacetato Isopropoxide Using X-ray, NMR and IR Spectroscopy, Inorganic Chimica, Acta, 2004, 357, 2769-2775
- Characteristic of Thermal Properties of Multinuclear Ti(IV) and Zr(IV) carboxylate Derivatives Using Thermal Analysis and Variable Temperature Ms and IR Methods, Materials Science-Poland, 2005, 23, 663-670
- Activity of TiO2 deposited by CVD method on ammoxidised surface of a carbonaceous material in hydrogenation of styrene, Reaction Kinetic Catalysis Letters, 91, 6, 2007, Elsevier
- Crystal structure and spectral characterization of hexanuclear oxotitanium clusters: [Ti6O6(OSi(Me)3)6(OOCR)6], Polyhedron, 27, 6, 2008, Elsevier
- Synthesis, Structural Characterization, and Thermal Properties of Zirconium(IV) – ketodiester Complexes, Structural Chemistry, DOI 10 1007/s 11224-009-9541-x, 9, 2009, Springer